# 11476 Stefanosimoni
11476 Stefanosimoni eller 1984 HH1 är en asteroid i huvudbältet som upptäcktes den 23 april 1984 av den italienska astronomen Vincenzo Zappalà vid La Silla-observatoriet. Den är uppkallad efter den italienske amatörastronomen Stefano Simoni.
Asteroiden har en diameter på ungefär 2 kilometer och den tillhör asteroidgruppen Nysa.